# بريكدون (سررود الجنوبي)
بریکدون (بالفارسية: پریکدون) هي قرية تقع في إيران في قسم سررود الجنوبي الريفي. يقدر عدد سكانها بـ 408 نسمة بحسب إحصاء 2016.